# Cantonul Monsols
Cantonul Monsols este un canton din arondismentul Villefranche-sur-Saône, departamentul Rhône, regiunea Rhône-Alpes, Franța.

## Comune
- Aigueperse
- Azolette
- Cenves
- Monsols (reședință)
- Ouroux
- Propières
- Saint-Bonnet-des-Bruyères
- Saint-Christophe
- Saint-Clément-de-Vers
- Saint-Igny-de-Vers
- Saint-Jacques-des-Arrêts
- Saint-Mamert
- Trades